# Mehrdad Minavand
Mehrdad Minavand (persa: مهرداد میناوند)  (Teheran, 30 de novembre de 1975 - Teheran, 27 de gener de 2021) fou un futbolista iranià de la dècada de 1990 i entrenador de futbol.
Fou internacional amb la selecció de futbol de l'Iran amb la qual participà a la Copa del Món de futbol de 1998. Pel que fa als clubs destacà a Persepolis, Sturm Graz i Charleroi.
Va morir el 21 de gener de 2021 a causa de la COVID-19.